# Campionato francese di tennis 1912
Il Campionato francese di tennis 1912 (conosciuto oggi come Open di Francia o Roland Garros) è stato la 22ª edizione del Campionato francese di tennis,
riservato ai tennisti francesi o residenti in Francia. Si è svolto sui campi in terra rossa del Racing Club de France di Parigi in Francia.
Il singolare maschile è stato vinto da Max Décugis, che si è imposto su André Gobert. Il singolare femminile è stato vinto da Jeanne Matthey, che ha battuto Marie Danet. Nel doppio maschile si sono imposti Max Décugis e Maurice Germot. Nel doppio femminile hanno trionfato Jeanne Matthey e Daisy Speranza. Nel doppio misto la vittoria è andata a Daisy Speranza in coppia con William Laurentz.

## Seniors

### Singolare maschile
Max Décugis ha battuto in finale  André Gobert

### Singolare femminile
Jeanne Matthey ha battuto in finale  Marie Danet con il punteggio di 6–2, 7–5.

### Doppio maschile
Max Décugis /  Maurice Germot

### Doppio femminile
Jeanne Matthey /  Daisy Speranza

### Doppio misto
Daisy Speranza /  William Laurentz